# Ісидора Секулич

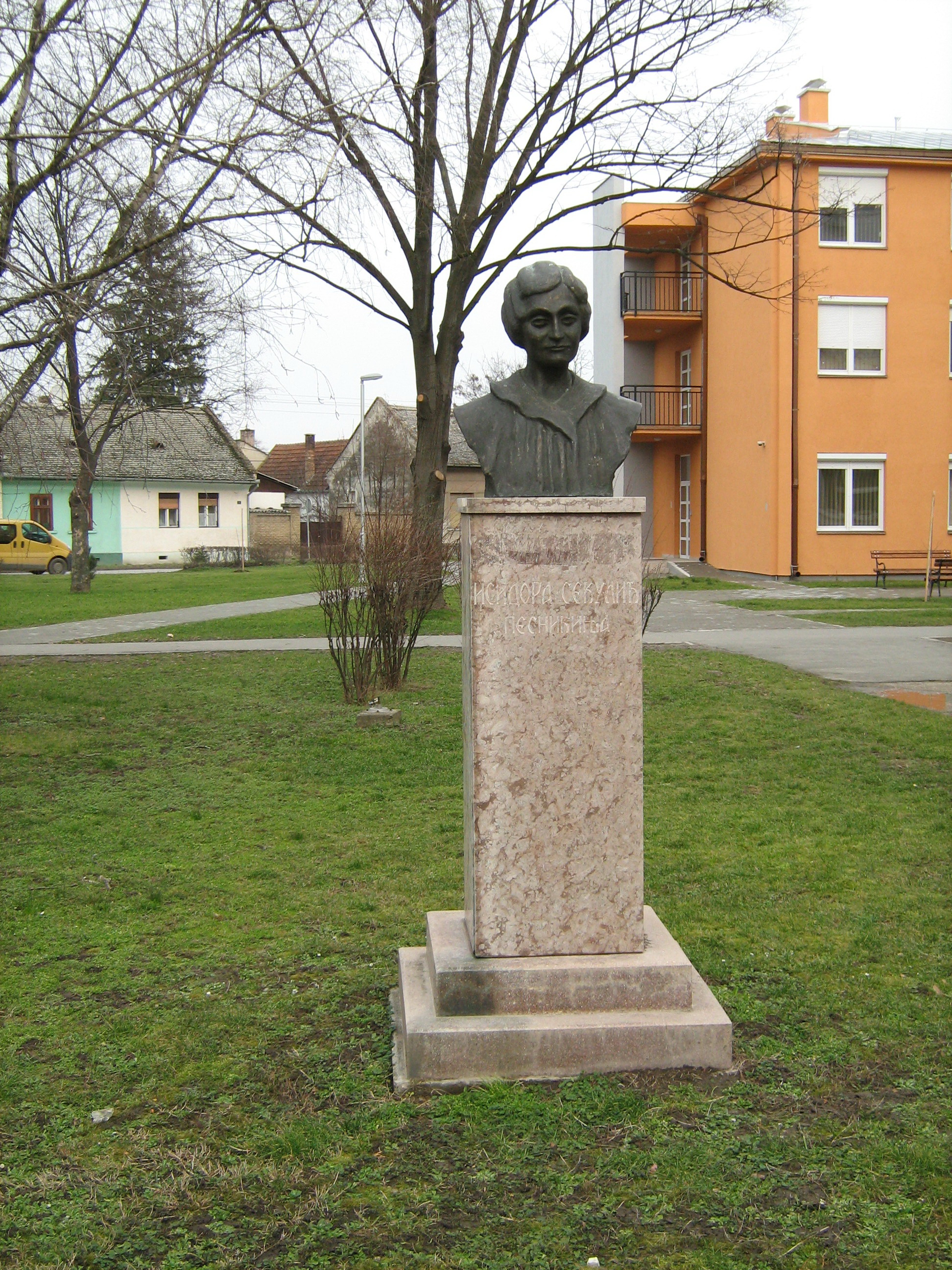

Ісидора Секулич (серб. Исидора Секулић; 16 лютого 1877 — 5 квітня 1958) — сербська письменниця, романіст, мандрівник, поліглот та мистецький критик.

## Біографія
Ісидора Секулич народилася у селі Мошорин, Бачка (тепер це Південно-Бацький округ, Воєводина). Окрім літератури вона також вивчала природничі науки та філософію. 1892 року Ісидора закінчила школу для вчителів у Будапешті, а ступінь доктора отримала в 1922 році у Німеччині. Її мандрівки включали тривалі візити до Англії, Франції та Норвегії. Подорожі Ісидори з Осло через Берген до Фіннмарка стали «Листами з Норвегії» (серб. Pisma iz Norveške) — медитативним тревелогом у 1914 році. Її збірка оповідань «Подорож» (серб. Saputnici) — надзвичайно детальне й проникливе досягнення у самоаналізі та приклад хороброго стилістичного експерименту.
Ісидора володіла кількома класичними мовами, а також знала дев'ять сучасних мов.
У своєму центральному романі «Хроніки цвинтаря маленького міста» (серб. Кроника паланачког гробља), Ісидора викладає події не хронологічно. Кожна частина книжки починається на цвинтарі, а потім повертається до життя з його радостями та трагедіями. Героїні, такі як Госпа Нола, є першими сильними жіночими характерами у сербській літературі, ретельно вималювані у всій своїй хоробрості, гордості та цілеспрямованості.
Ісидора Секулич також писала критичні огляди про музику, театр, мистецтво, архітектуру, літературу та філософію. Вона є автором досліджень про югославську, російську, англійську, німецьку, французьку, італійську, норвезьку та інші літератури.

## Книги
- Isidora Sekulić, Književni pogledi Isidore Sekulić (The Literary Views of Isidora Sekulić) Belgrade, Prosveta, 1986.